# Nowy Dwór Elbląski
Nowy Dwór Elbląski (niem. Neuhof) – osada w Polsce położona w województwie warmińsko-mazurskim, w powiecie elbląskim, w gminie Gronowo Elbląskie, na obszarze Żuław Elbląskich, przy trasie drogi krajowej nr 22.
Na przełomie XIX i XX wieku we wsi funkcjonowała gospoda Niessena oraz mleczarnia K. Ballula.
Wieś komornictwa zewnętrznego Elbląga w XVII i XVIII wieku. W latach 1975–1998 miejscowość administracyjnie należała do województwa elbląskiego.
Zobacz też: Nowy Dwór